# USAir-Flug 1493
USAir-Flug 1493 war ein planmäßiger inneramerikanischer Passagierflug am 1. Februar 1991 mit einer Boeing 737-3B7, die bei der Landung auf dem Flughafen Los Angeles mit einer Swearingen SA.227AC Metro III auf dem geplanten SkyWest-Flug 5569 kollidierte. Bei dem Zusammenstoß und dem darauf folgenden Brand starben insgesamt 34 Menschen, darunter alle zwölf Menschen an Bord des Metroliners. Der Hauptgrund für den Unfall war, neben der mangelnden Beleuchtung des Turboprop-Flugzeugs, menschliches Versagen der zuständigen Fluglotsin.

## Fluggeräte und Besatzungen

### Boeing 737 der USAir

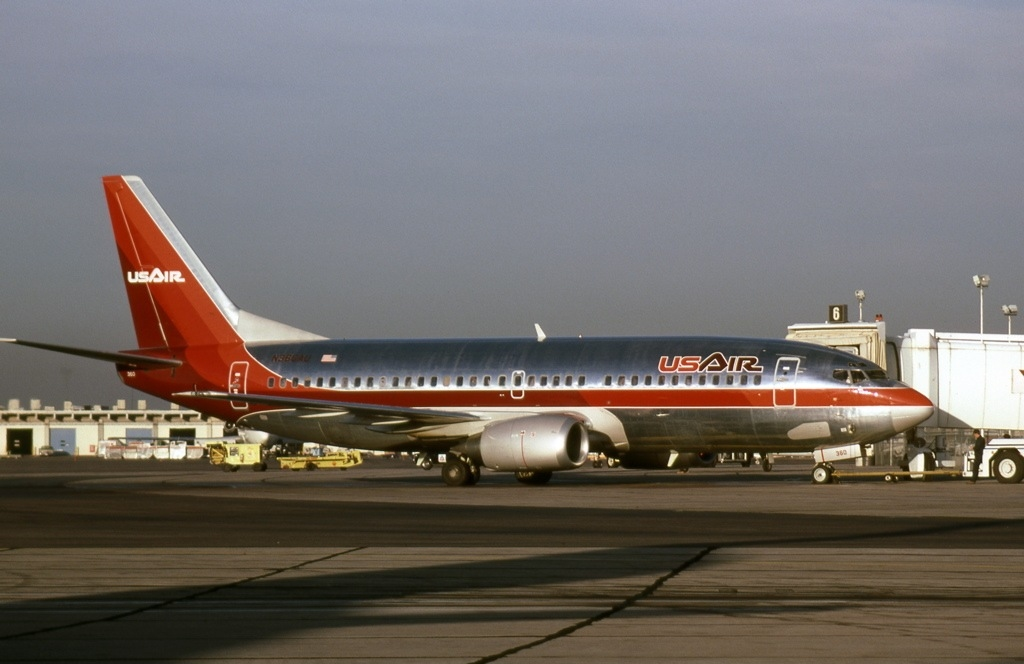
Boeing 737-3B7 von US Airways, N388US, die Unfallmaschine

Die Boeing 737-3B7 legte ihre ersten Flugstunden am 23. August 1985, knapp fünfeinhalb Jahre vor dem Unfall, zurück: Am 13. September 1985 wurde sie an USAir geliefert, wo sie zunächst unter dem Kennzeichen N360AU flog. Drei Jahre später wurde sie in N388US umbenannt. Die Maschine besaß zwei CFM56-3B1-Triebwerke.
Der Flugkapitän war 48 Jahre alt und hatte insgesamt 16.300 Flugstunden hinter sich gebracht, darunter absolvierte er 4300 auf der Boeing 737. Der Erste Offizier war 32 Jahre alt und seit Oktober 1988 im Dienst von USAir. Er hatte 4316 Flugstunden Erfahrung, darunter 982 auf der Boeing 737. Inklusive der Piloten waren sechs Besatzungsmitglieder, alle ohne Auffälligkeiten in ihrer Laufbahn, an Bord. Von 128 Passagierplätzen in der Boeing waren 83 belegt.

### Metroliner der SkyWest Airlines

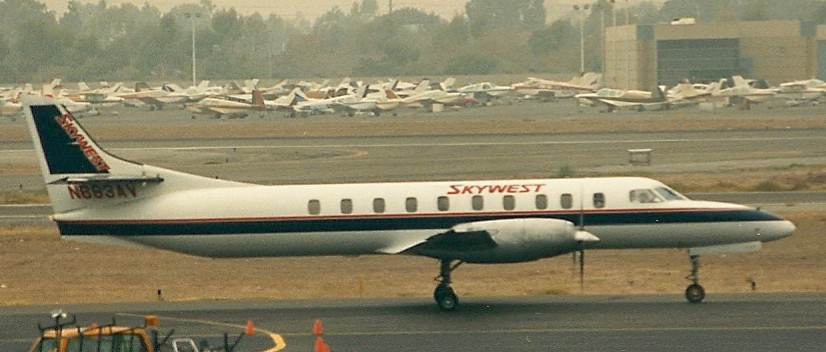
Die betroffene Swearingen SA.227AC Metro III N683AV der SkyWest

Bei dem Flugzeug der SkyWest Airlines handelte es sich um eine Fairchild Swearingen SA.227AC Metro III, eine Turboprop-Maschine, kurz Metroliner genannt, welche im Jahr 1987 gebaut wurde. Sie wurde unter dem Kennzeichen N683AV mit zwei Honeywell-TPE331-Triebwerken betrieben.
Als einzige Besatzungsmitglieder gab es zwei Piloten, den 32-jährigen Kapitän mit 8808 Flugstunden, der seit Mai 1985 bei SkyWest im Dienst war, und den 45-jährigen Ersten Offizier, der seit Juli 1982 bei der regionalen Fluggesellschaft war und 8000 Flugstunden sammeln konnte. Außerdem waren zehn Passagiere an Bord, womit die Maschine nur etwa zur Hälfte besetzt war.

## Hergang

Karte der Bewegungen der verunglückten Flugzeuge (rot: wartender Flug 5569 der SkyWest Airlines und landender USAir-Flug 1493) sowie weiterer wartender (SWA 725, WW 5072 und 5006) bzw. gestarteter Flugzeuge (USA 23, SKW 246).

Die Boeing 737 auf USAir-Flug 1493 befand sich gegen 17:50 Uhr PST (UTC−8) am 1. Februar 1991 im Landeanflug auf die Landebahn 24L des Flughafens Los Angeles, nachdem sie um 13:17 Uhr vom Port Columbus gestartet war. Etwa 15 Minuten vor der Landung begannen der Kapitän und der Erste Offizier mit dem Sichtanflug auf den kalifornischen Flughafen. 13 Kilometer entfernt stellte der Erste Offizier bei der zuständigen Fluglotsin im Los-Angeles-Tower die erste Landeanfrage. Jedoch war die Lotsin zu der Zeit mit einigen anderen Flugzeugen auf den ihr zugeteilten Landebahnen 24L und 24R beschäftigt. Flug 5569 der SkyWest Airlines, der abheben wollte, bekam die Anweisung, auf der Landebahn 24L zu warten. Eine Minute nach dem letzten Kontaktversuch erbat die USAir-Crew erneut die Landeerlaubnis, während die 737-3B7 nur noch circa sechs Kilometer von ihrem Ziel entfernt war. Die Fluglotsin beschäftigte sich aber immer noch mit den anderen Maschinen. Erst 62 Sekunden vor der Landung erteilte sie USAir 1493 die Landeerlaubnis für 24L. Um 18:06:57 Uhr setzte die Boeing 737 auf der Landebahn auf und kollidierte fünf Sekunden später mit einer Geschwindigkeit von über 150 mph (über 240 km/h) mit dem Metroliner, der sich immer noch auf der Piste befand. Beide brachen nach links aus, und noch bevor das größere Flugzeug die Fairchild Swearingen Metro etwa 366 Meter vom Kollisionspunkt entfernt zwischen sich und einer leer stehenden Feuerwehrstation neben der Rollbahn zusammendrückte, gab es eine Explosion und beide Flugzeuge gingen in Flammen auf.
Eine Minute nach dem Unfall trafen die ersten Feuerwehr-Einsatzkräfte, die nur die Meldung erhielten, dass eine Boeing 737 auf der Rollbahn in Flammen stehe, von der 400 Meter entfernten Station 80 ein. Von weiteren Einheiten unterstützt, starteten diese sofort ihre Rettungs- und Löschaktionen, wobei etwa 40 bis 50 Menschen aus der verrauchten Kabine der Boeing 737, deren Notausgänge größtenteils durch Feuer versperrt wurden, evakuiert wurden, worunter auch der Kopilot der USAir-Maschine war. Währenddessen fand ein Feuerwehrmann im rechten Triebwerk jenes Flugzeugs einen Propeller, weswegen eine Kollision zweier Flugzeuge vermutet wurde. Die insgesamt 134 eingesetzten Einsatzkräfte konnten den Brand eine halbe Stunde nach dem Ausbruch unter anderem mit über 75.700 Liter Wasser löschen.
Nachdem der Tower die Meldung erhalten hatte, dass vermutlich zwei Flugzeuge in die Katastrophe involviert seien, stellten die Lotsen fest, dass SkyWest-Flug 5569 nicht kontaktiert werden konnte, verschwunden war und somit in den Zusammenprall verwickelt sein musste.

Übersichtsgrafik des NTSB über die Sitzverteilung der Personen an Bord der USAir-Boeing und deren Verletzungen

## Opfer und Schäden
Bei der Kollision und dem daraus resultierenden Feuer kamen insgesamt 34 Menschen ums Leben und 30 wurden verletzt. Alle zwölf Personen im Metroliner starben, elf an Polytraumata, nur ein Passagier kam durch Rauchinhalation und Verbrennungen ums Leben. An Bord der Boeing 737 der USAir starben 2 Crewmitglieder, darunter der Kapitän, und 20 der Fluggäste. Der Kopilot sowie weitere zwölf Insassen wurden schwer verletzt, 17 weitere leicht. Weitere 37 Personen jedoch überlebten die Katastrophe nahezu unbeschadet.
Beide Flugzeuge, deren Gesamtwert auf etwa 21.600.000 Dollar geschätzt wurde, sowie die Feuerwehrstation wurden komplett zerstört.
Die zum Zeitpunkt des Unfalls 38 Jahre alte zuständige Fluglotsin des Flughafens Los Angeles erlitt durch diesen Unfall einen Schock und bekam psychologische Hilfe. 1977 war sie von ihrem Job beim Militär befreit worden, nachdem ihre Eltern bei einem Flugunfall gestorben waren.

## Unfalluntersuchung
Einige Stunden nach dem Zusammenprall traf ein von der US-amerikanischen Flugsicherheitsbehörde NTSB entsandtes Team am Flughafen ein. Diesem stellte sich sogleich die Frage, wie sich zwei Maschinen gleichzeitig auf derselben Startbahn befinden konnten. Die Ermittler standen unter erheblichem Zeitdruck, da die beiden Bahnen 24R und 24L voll gesperrt waren und somit ein Chaos auf dem Flughafen entstand. Dennoch mussten vor der Bergung der Flugschreiber zunächst mehrere tausend Liter Kerosin aus der Boeing 737 abgepumpt werden, was eine mehrstündige Unterbrechung der Untersuchungen zur Folge hatte.
Die Ermittler teilten sich auf; einige untersuchten das Wrack, die anderen begannen im Tower. Dort wurden zunächst die Gesprächsaufzeichnungen vom Abend des Zwischenfalls beschlagnahmt. In den Flugzeugtrümmern wurden schließlich auch die beiden Black Boxes der Boeing und der Flugdatenschreiber des Metroliners, der keinen Stimmenrekorder besaß, aufgespürt.
Durch die Auswertungen der Aufzeichnungen wurden die Geschehnisse rekonstruiert. So ging daraus hervor, dass die Fluglotsin, die für zehn Flugzeuge gleichzeitig zuständig war, dem startbereiten Metroliner um 18:03 Uhr die Anweisung gab, zur 45. Kreuzung, die sich auf 24L befindet, zu rollen und dort zu warten, bis Flug 5006 der Wings West Airlines die Bahn überquert hatte. Diese Maschine wartete dort bereits auf die Freigabe zum Überqueren. Nun versuchte die Lotsin, Flug 5006 von der Freigabe für das Queren der Piste zu unterrichten. Die Crew antwortete aber nicht. Erst nach einer Minute stellte sich heraus, dass die Piloten versehentlich die Frequenz geändert hatten und somit nicht erreichbar waren. Doch kurz nachdem dieses Flugzeug der Wings West Airlines schließlich die Lande- und Startbahn gekreuzt hatte, meldete sich um 18:06:08 Uhr eine andere Maschine derselben Airline, Flug 5072, und erbat Starterlaubnis. Die Fluglotsin, die bereits zuvor USAir-Flug 1493 um 18:05:55 Uhr nach mehrmaligen Bitten die Landeerlaubnis erteilt hatte, wurde kurz wegen der Ähnlichkeit der Flugbezeichnungen verwirrt und konnte den Kontrollstreifen des Flugzeugs nicht finden. Sie musste sich diesen erst holen, bevor sie Wings West 5072 weitere Instruktionen zum Warten geben konnte. Kurze Zeit später raste die Boeing 737-3B7 der USAir in den immer noch auf der Rollbahn wartenden Metroliner. Die Ermittler stellten fest, dass die Fluglotsin den Flug 5569 von SkyWest schlichtweg vergessen hatte.
Die Ermittler forschten weiter und fanden heraus, dass dies nicht der erste Zwischenfall dieser Art gewesen war. Nur sieben Monate vor der Kollision konnte eine landende McDonnell Douglas DC-10 knapp über einen Airbus hinwegfliegen, der auf seine Starterlaubnis wartete. Nach diesem Beinahe-Unglück war dem Flughafen bereits mitgeteilt worden, dass es Personalmangel im Tower gebe und Lichtmasten Teile der Lande- und Startbahnen 24R und 24L verdecken würden, darunter auch Position 45, an welcher der Metroliner stand. So kam das NTSB zu dem Schluss, dass die Fluglotsin die Propellermaschine aus dem Tower gar nicht hätte sehen können. Außerdem war an dem Abend das Bodenradar defekt, wodurch die Lotsin auch keine technischen Geräte zur Verfügung hatte, die ihr ihren Fehler hätten aufzeigen können.

Grafik der NTSB vom Metroliner mit Markierungen der äußerlichen Beleuchtung. Grüne Leuchten waren auf SkyWest-Flug 5569 eingeschaltet, die Roten aus.

Allerdings stellte sich den Ermittlern noch die Frage, weshalb die USAir-Crew den wartenden Metroliner auf der Rollbahn nicht sah und ihm nicht auszuweichen versuchte, denn die SkyWest-Maschine verfügte über die standardisierten Warn- und Hinweislichter. Doch bei der regionalen Fluggesellschaft war es üblich, die komplette Beleuchtung erst nach dem Erhalten der Starterlaubnis einzuschalten, weswegen bei Flug 5569 nur die Navigationslichter und das Antikollisionslicht leuchteten. Diese hatten jedoch die gleiche Helligkeit und Farbe wie die Lichter der Start- und Landebahn, weswegen das Flugzeug an bestimmten Positionen für den landenden USAir-Flug überhaupt nicht zu erkennen war. Erst während des Aufsetzens auf der Landebahn erkannte die Crew der Boeing 737, dass sich vor ihr eine andere Maschine auf der Landebahn befand. So setzte noch Sekunden vor der Katastrophe eine männliche Person den Funkspruch „What the hell?“ (deutsch: „Was zur Hölle…?“) ab; wer genau es war, konnte nicht mehr festgestellt werden. Für rettende Flugmanöver blieb aufgrund der Geschwindigkeit des Jets keine Zeit mehr.
Im Abschlussbericht der NTSB wurde letztendlich als Ursache für den Unfall das menschliche Versagen der Fluglotsin genannt.

## Folgen
Als Folgen des Unfalls der Boeing 737-3B7 und der Swearingen SA.227AC Metro III beschaffte der internationale Flughafen von Los Angeles einige Zeit danach ein neues Bodenradar. Außerdem wurden die technischen Standards verbessert und modernisiert. Das System mit den Kontrollstreifen wurde auch überarbeitet, zusätzlich wurde das Lotsen entlastende Vier-Augen-Prinzip eingeführt. Fünf Jahre nach der Kollision wurde ein neuer Tower errichtet, der mit 252 Fuß (etwa 76,8 Meter) 92 Fuß (circa 28 Meter) höher als sein Vorgänger ist. Des Weiteren müssen Flugzeuge nun ihre komplette Beleuchtung einschalten, bevor sie die Start- und Landebahnen benutzen.
Trotz der Änderungen ereigneten sich auf dem Los Angeles International Airport jedes Jahr weitere Zwischenfälle, im Jahr 2007 allein wurden insgesamt 27 gezählt. Daher wurden in den Jahren 2008 und 2009 die Sicherheitssysteme ASDE-X für die Fluglotsen und die Runway Status Lights (RWSL) für die Flugzeugcrews für rund 7,7 Millionen Dollar (entsprechend etwa 8.500.000 Euro im Jahr 2025) eingeführt. Als dritter Flughafen der Vereinigten Staaten wurde das RWSL in Los Angeles installiert.

## Verfilmung
Der Unfall von USAir-Flug 1493 und SkyWest-Flug 5569 wurde 2010 unter Regie von Su Rynard in der vierten Folge der neunten Staffel der kanadischen Fernsehserie Mayday – Alarm im Cockpit mit dem englischen Originaltitel Cleared for Disaster und dem deutschen Titel Klar zum Crash gezeigt. In nachgestellten Szenen, Animationen sowie Interviews mit Besatzungsmitgliedern, den Passagieren, Augenzeugen und Ermittlern wurde über den Ablauf und die Auswirkungen des Zusammenstoßes berichtet.